# بیل پانتون (بازیکن فوتبال، زاده ۱۹۵۷)
بیل پانتون (انگلیسی: Bill Punton؛ زادهٔ ۱۸ دسامبر ۱۹۵۷) بازیکن فوتبال است.
از باشگاه‌هایی که در آن بازی کرده‌است می‌توان به باشگاه فوتبال لیدز یونایتد اشاره کرد.